# Лулудис, Константин
Константин Майкл Лулудис (англ. Constantine Michael Louloudis; 15 сентября 1991, Чиппинг-Кэмпден) — британский гребец, выступает за национальную сборную Великобритании по академической гребле начиная с 2011 года. Чемпион летних Олимпийских игр в Рио-де-Жанейро, бронзовый призёр Олимпийских игр в Лондоне, двукратный чемпион мира, чемпион Европы, победитель этапов Кубка мира, победитель многих регат национального и международного значения.

## Биография
Константин Лулудис родился 15 сентября 1991 года в Лондоне. Его отец по национальности грек, выходец с острова Андрос, а мать — младшая дочь 20-го виконта Диллон, фрейлина принцессы Анны. Учился в Итонском колледже и Тринити-колледже Оксфорда, где получил степень бакалавра искусств. Уже в студенческие годы активно занимался гребным спортом, неоднократно принимал участие в различных университетских соревнованиях.
Впервые заявил о себе в 2009 году, одержав победу на чемпионате мира среди юниоров во Франции — в программе распашных четвёрок без рулевого. Год спустя в той же дисциплине выиграл серебряную медаль на молодёжном чемпионате мира в белорусском Бресте. В 2011 году был лучшим в безрульных двойках на молодёжном мировом первенстве в Амстердаме, вошёл в основной состав британской национальной сборной и дебютировал на этапах Кубка мира.
Благодаря череде удачных выступлений Лулудис удостоился права защищать честь страны на летних Олимпийских играх 2012 года в Лондоне, совместно с такими гребцами как Ричард Эгинтон, Мэтт Лэнгридж, Том Рэнсли, Алекс Партридж, Мохамед Сбихи, Грегори Сирл, Джеймс Фоад и рулевым Филаном Хиллом финишировал вторым в квалификационном заезде, но через утешительный заезд всё же пробился в финальную стадию. В финале британцы заняли третье место, уступив командам Германии и Канады, вынуждены были довольствоваться бронзовыми олимпийскими наградами.
После лондонской Олимпиады Константин Лулудис остался в основном составе гребной команды Великобритании и продолжил принимать участие в крупнейших международных регатах. Так, в 2014 году в восьмёрках он стал бронзовым призёром этапа Кубка мира в Люцерне и одержал победу на чемпионате мира в Амстердаме. В следующем сезоне в тех же восьмёрках был лучшим на одном из этапов мирового кубка и защитил звание чемпиона мира, победив на соревнованиях во французском городке Эглебетт-ле-Лак. Позже добавил в послужной список награду золотого достоинства, полученную в безрульных четвёрках на чемпионате Европы в немецком Бранденбурге.
Находясь в числе лидеров британской национальной сборной, Лулудис благополучно прошёл отбор на Олимпийские игры 2016 года в Рио-де-Жанейро, где стартовал в составе четырёхместного безрульного экипажа, куда также вошли гребцы Алекс Грегори, Мохамед Сбихи и Джордж Нэш. Они с первого места квалифицировались на предварительном этапе, затем на стадии полуфиналов так же финишировали первыми и попали в главный финал «А». В финальном решающем заезде британцы обогнали всех своих соперников и завоевали, таким образом, золотые олимпийские медали.
За выдающиеся достижения в академической гребле по итогам сезона Константин Лулудис был награждён Орденом Британской империи.